# Beat Boy
Beat Boy è il terzo album in studio del gruppo musicale britannico Visage, pubblicato il 22 ottobre 1984 dalla Polydor.

## Descrizione
L'album, registrato tra il 1982 e il 1983, venne pubblicato in ritardo a causa dei problemi contrattuali che stava affrontando il gruppo in quel periodo.

## Successo commerciale
L'album raggiunse la posizione #79 della Official Albums Chart.

## Tracce
1. Beat Boy – 6:46 (Steve Strange, Rusty Egan, S. Barnacle, Dave Formula, A. Barnett)
2. Casualty – 5:28 (Strange, Egan, Barnacle, Barnett)
3. Questions – 6:11 (Strange, Egan, Barnacle)
4. Only the Good (Die Young) – 5:58 (Strange, Egan, Barnacle, Formula, Barnett, Billy Currie)
5. Can You Hear Me – 6:29 (Strange, Egan, Barnacle)
6. The Promise – 3:59 (Strange, Egan, Barnacle, Barnett)
7. Love Glove – 4:45 (Strange, Egan, Barnacle)
8. Yesterday's Shadow – 6:29 (Strange, Egan, Barnacle)
9. Reprise – 2:35 (Strange, Egan, Barnacle) – solo audiocassetta
10. Beat Boy - Dance Mix – CD Bonus Track
11. Love Glove - Long Version – CD Bonus Track
12. She's A Machine – CD Bonus Track
13. Der Amboss – CD Bonus Track

## Formazione
- Steve Strange – voce
- Andy Barnett – chitarra
- Steve Barnacle – basso
- Gary Barnacle – sassofono
- Rusty Egan – batteria, percussioni elettroniche
- Billy Currie – sintetizzatore
- Dave Formula – sintetizzatore
- Marsha Raven – cori
- Karen Ramsey – cori
- Rose Patterson – cori